# Ryvu Therapeutics
Ryvu Therapeutics SA – polskie przedsiębiorstwo branży biotechnologicznej z siedzibą w Krakowie działające w obszarze odkrywania nowych leków i badań regulacyjnych. Spółka powstała w 2007 roku jako Selvita. W październiku 2019 roku zmieniła nazwę na Ryvu, a następnie wydzielono działalność usługową, która funkcjonuje pod nazwą Selvita SA.
Ryvu Therapeutics w swoich pracach badawczo-rozwojowych koncentruje się na odkrywaniu i rozwoju leków stosowanych głównie w obszarze onkologii.
W 2023 r. spółka zatrudniała 276 osób, w tym 90 ze stopniem doktora. Posiada własne Centrum Badawczo-Rozwojowe Innowacyjnych Leków (CBRIL), w Krakowie przy ul. Leona Henryka Sternbacha 2. Zawiera ono kompleks laboratoriów z zakresu m.in. chemii medycznej, biochemii, biologii molekularnej i komórkowej oraz analityki.

## Akcjonariat
Głównymi akcjonariuszami spółki w 2023 r. byli Paweł Przewięźlikowski (17,65%) i Bogusław Sieczkowski (3,99%) oraz przedsiębiorstwa: Allianz TFI (9,74%), Allianz OFE (9,22%), BioNTech (8,29%) i Nationale-Nederlanden OFE (8,21%)